# Darrell Pace
Darrell Owen Pace (Cincinnati, 23 de octubre de 1956) es un deportista estadounidense que compitió en tiro con arco, en la modalidad de arco recurvo.
Participó en tres Juegos Olímpicos de Verano, obteniendo en total tres medallas, oro en Montreal 1976 (individual), oro en Los Ángeles 1984 (individual) y plata en Seúl 1988, en la prueba por equipo (junto con Jay Barrs y Richard McKinney).
Ganó once medallas en el Campeonato Mundial de Tiro con Arco al Aire Libre entre los años 1975 y 1987.

## Palmarés internacional
| Juegos Olímpicos                 | Juegos Olímpicos             | Juegos Olímpicos | Juegos Olímpicos |
| Año                              | Lugar                        | Medalla          | Prueba           |
| -------------------------------- | ---------------------------- | ---------------- | ---------------- |
| 1976                             | Montreal (Canadá)            | Medalla de oro   | Individual       |
| 1984                             | Los Ángeles (Estados Unidos) | Medalla de oro   | Individual       |
| 1988                             | Seúl (Corea del Sur)         | Medalla de plata | Equipo           |
| Campeonato Mundial al Aire Libre |                              |                  |                  |
| Año                              | Lugar                        | Medalla          | Prueba           |
| 1975                             | Interlaken (Suiza)           | Medalla de oro   | Individual       |
| 1975                             | Interlaken (Suiza)           | Medalla de oro   | Equipo           |
| 1977                             | Canberra (Australia)         | Medalla de oro   | Equipo           |
| 1979                             | Berlín Occidental (RFA)      | Medalla de oro   | Individual       |
| 1979                             | Berlín Occidental (RFA)      | Medalla de oro   | Equipo           |
| 1981                             | Punta Ala (Italia)           | Medalla de oro   | Equipo           |
| 1981                             | Punta Ala (Italia)           | Medalla de plata | Individual       |
| 1983                             | Los Ángeles (Estados Unidos) | Medalla de oro   | Equipo           |
| 1983                             | Los Ángeles (Estados Unidos) | Medalla de plata | Individual       |
| 1985                             | Seúl (Corea del Sur)         | Medalla de plata | Equipo           |
| 1987                             | Adelaida (Australia)         | Medalla de plata | Equipo           |